# Raphanoryncha crassa
Raphanoryncha crassa är en korsblommig växtart som beskrevs av Reed Clark Rollins. Raphanoryncha crassa ingår i släktet Raphanoryncha och familjen korsblommiga växter. Inga underarter finns listade i Catalogue of Life.